# První den zbytku tvýho života
První den zbytku tvýho života (v originále Le Premier Jour du reste de ta vie) je francouzský hraný film z roku 2008, který režíroval Rémi Bezançon podle vlastního scénáře. Snímek měl světovou premiéru na filmovém festivalu v Cabourgu dne 13. června 2008.

## Děj
Film sleduje příběh pětičlenné rodiny v rozmezí dvanácti let. Zachycuje pět dní důležitějších než ty ostatní, které navždy změní jejich životy. Sekvence jsou proloženy flashbacky. Rodinu tvoří otec Robert, taxikář, matka Marie-Jeanne a jejich tři děti: nejstarší Albert, který s rodinou přeruší styky během studia medicíny, Raphaël, který se účastní soutěží hraní na kytaru, a dospívající Fleur.

## Obsazení
| Jacques Gamblin          | Robert Duval, otec           |
| Zabou Breitman           | Marie-Jeanne Duval, matka    |
| Pio Marmaï               | Albert Duval, nejstarší syn  |
| Marc-André Grondin       | Raphaël Duval, mladší syn    |
| Déborah François         | Fleur Duval, nejmladší dcera |
| Roger Dumas              | Pierre Duval, dědeček        |
| Cécile Cassel            | Prune, Albertova přítelkyně  |
| Sarah Cohen-Hadria       | Clara, kamarádka Fleur       |
| François-Xavier Demaison | doktor Marcaurel             |
| Stanley Weber            | Éric, Raphaëlův kamarád      |
| Camille de Pazzis        | Moïra, dívka na konkursu     |
| Aymeric Cormerais        | Sacha, spolužačka Fleur      |
| Jean-Jacques Vanier      | Mathias Moreau               |
| Philippe Lefebvre        | Philippe, učitel v autoškole |
| Françoise Brion          | žena se psem                 |
| Gilles Lellouche         | rastafarián                  |
| Sinclair                 | sám sebe                     |
| Ophélie Koering          | profesorka biologie          |

## Ocenění
- César: nejslibnější herečka (Déborah François), nejlepší herec (Marc-André Grondin), nejlepší střih (Sophie Reine); nominace v kategoriích nejlepší film, nejlepší režie (Rémi Bezançon), nejlepší původní scénář (Rémi Bezançon), nejlepší herec (Jacques Gamblin), nejslibnější herec (Pio Marmaï), nejlepší filmová hudba (Sinclair)